# Yun Mi-kyung
Đây là một tên người Triều Tiên, họ là Yun.
Yun Mi-kyung (sinh ngày 14 tháng 10 năm 1980) là một nghệ sĩ manhwa Hàn Quốc được biết đến với Bride of the Water God.

## Sự nghiệp
Yun nhận được huy chương chương bạc trong cuộc thi ra mắt nghệ sĩ mới với Na-eu Ji-gu Bang-moon-gi (The Journey of my Earth Visit) năm 2003.
Cô nhân được giải thưởng nghệ sĩ mới xuất sắc từ Tổ chức Dokja Manwha cho Railroad vào năm 2004.
Hiện cô đang viết Bride of the Water God cho báo Wink.

## Tác phẩm
- A Cat that Loved a Fish
- Railroad
- Bride of the Water God